# Hyndluljóð

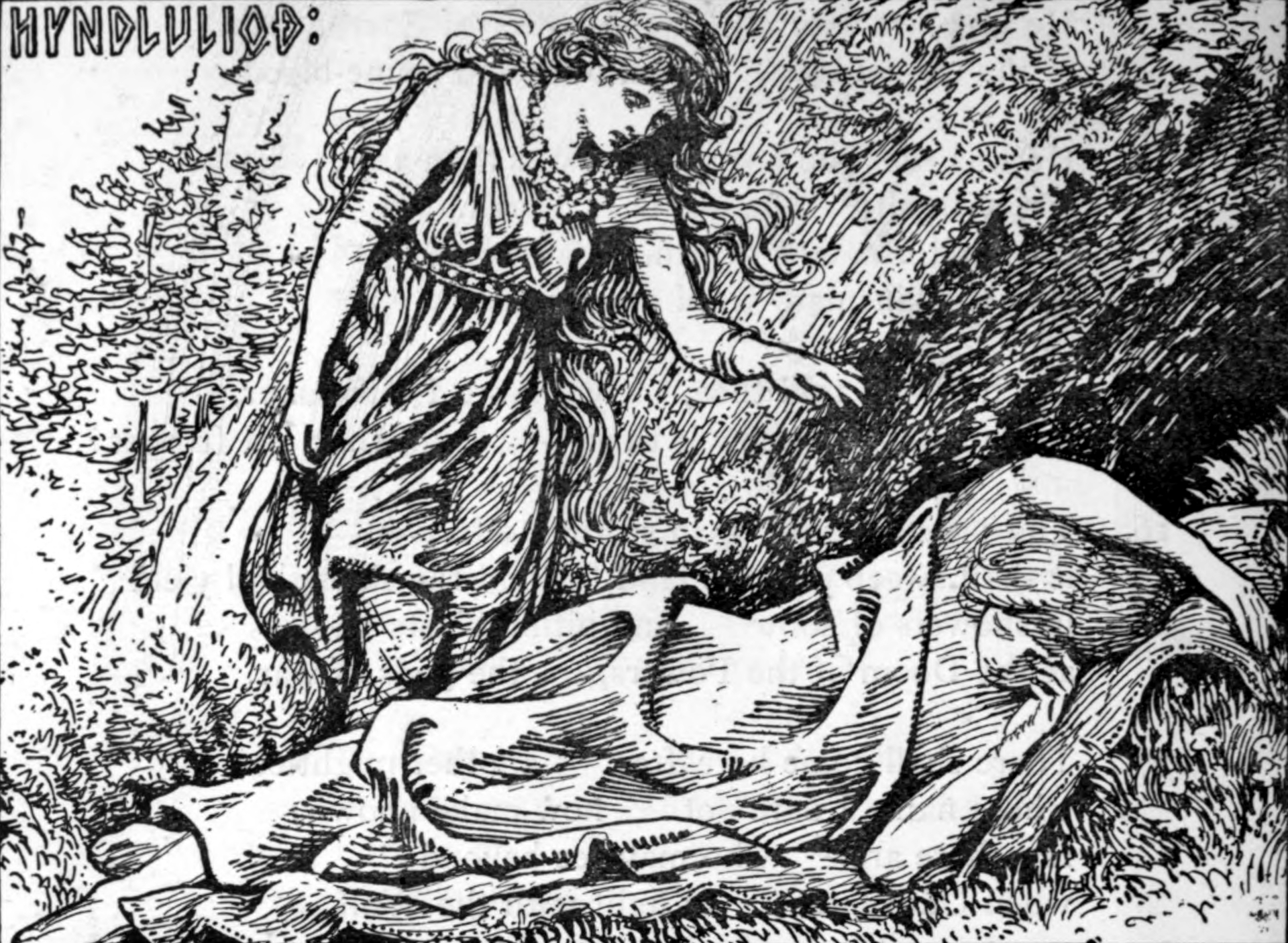
Hyndluljóð; Freya maakt Hyndla wakker
W.G. Collingwood, 1908

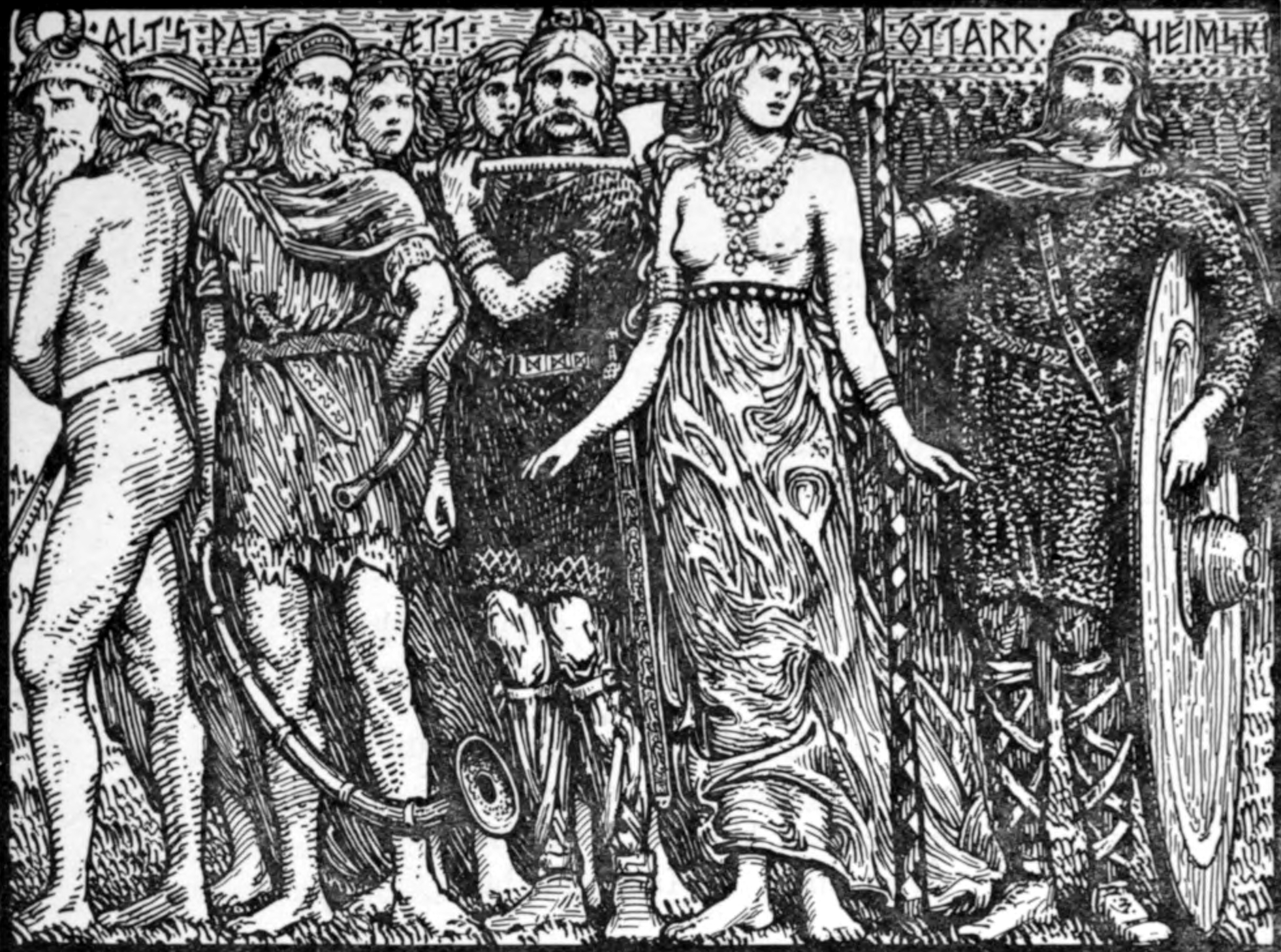
De voorouders van Ottar
W.G. Collingwood, 1908

Hyndluljóð is een Oudnoords gedicht dat dikwijls wordt gezien als een deel van de Poëtische Edda. Het is enkel in zijn geheel bewaard gebleven in het Flateyjarbók maar sommige stanza’s werden ook vermeld in de Proza-Edda waarin wordt gezegd dat de quoteringen uit de Völuspá hin skamma komen.

## Inhoud
In het gedicht ontmoet de godin Freya de Völva Hyndla en ze rijden samen naar het Walhalla.
Freya rijdt op haar everzwijn Hildisvíni en Hyndla op een wolf. Hun missie is om de stamboom van Ottar zodat hij voeling krijgt met zijn erfgoed, en de ballade bestaat vooral uit Hyndla die een hoop namen van Ottar reciteert.

## Afbeeldingen

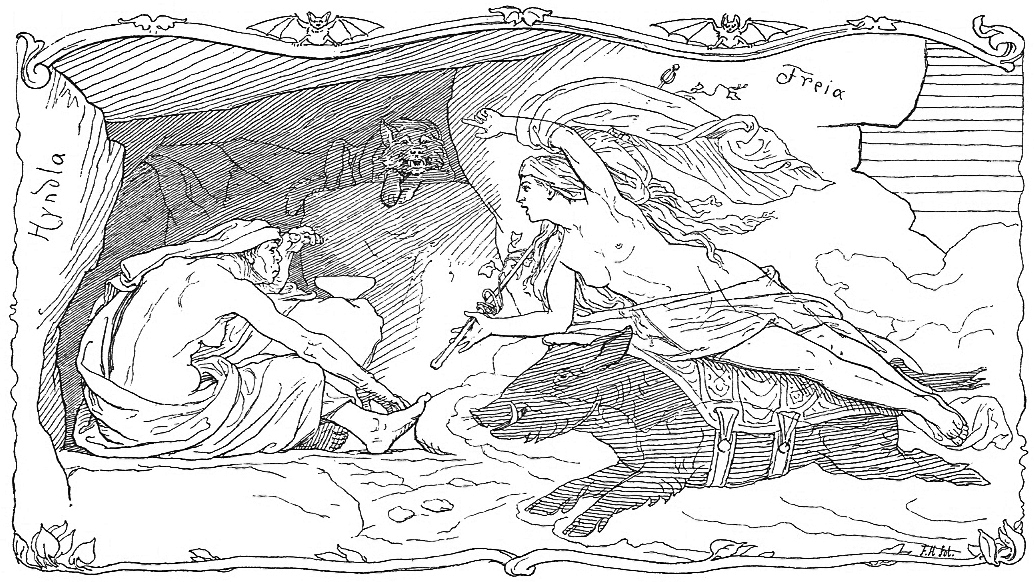
Freya komt naar Hyndla Lorenz Frølich, 1895
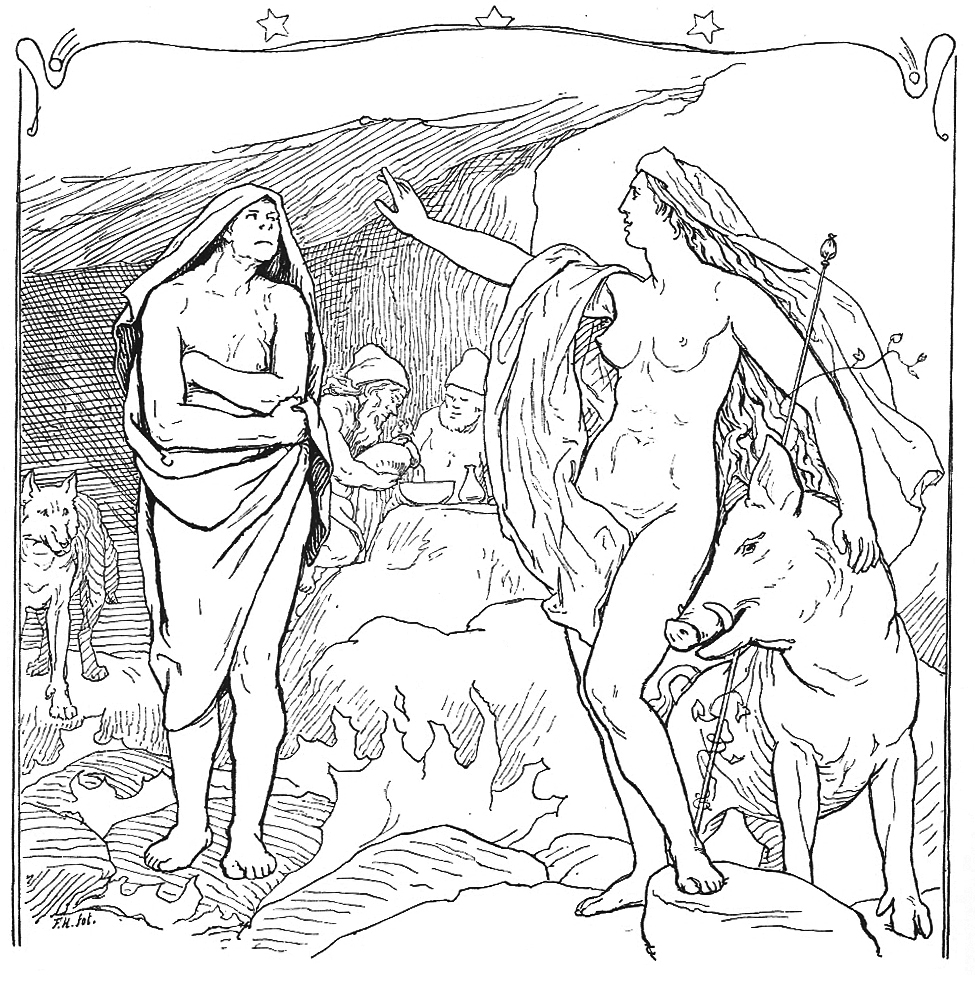
Freya gebaart naar Hyndla Lorenz Frølich, 1895
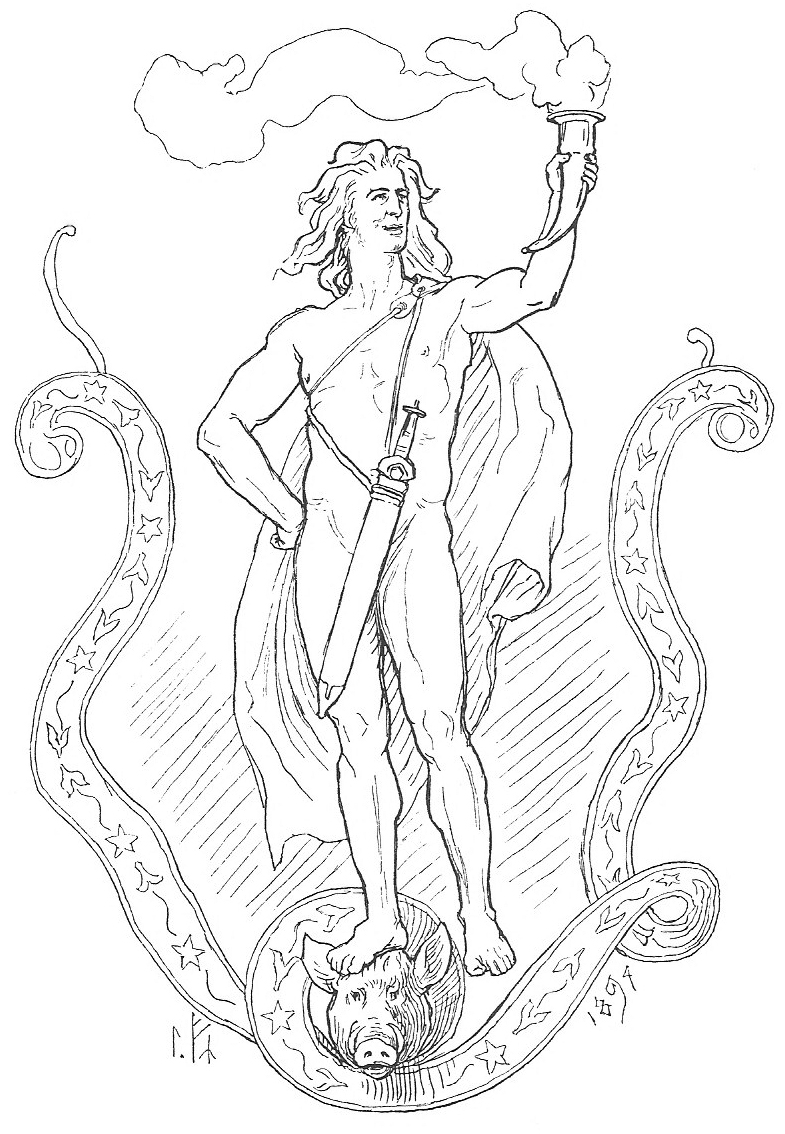
De trouwe dienaar van Freya, Ottar, houdt een geheugen vast (zodat hij de nieuw verworven kennis over zijn geslacht kan behouden), hij staat op het everzwijn Hildisvíni (waarin hij zich had vermomd) Lorenz Frølich, 1895

### Engelse vertalingen
- Hyndluljoth Translation and commentary by Henry A. Bellows
- Hyndlulióð Translation by Benjamin Thorpe
- Hyndluljóð Translation by W. H. Auden and P. B. Taylor
- The Song of Hyndla Translation by A. S. Cottle

### Oudnoordse Edities
- Hyndluljóð Sophus Bugge's edition of the manuscript text
- Hyndluljóð Guðni Jónsson's edition with normalized spelling